# 諾瓦焦

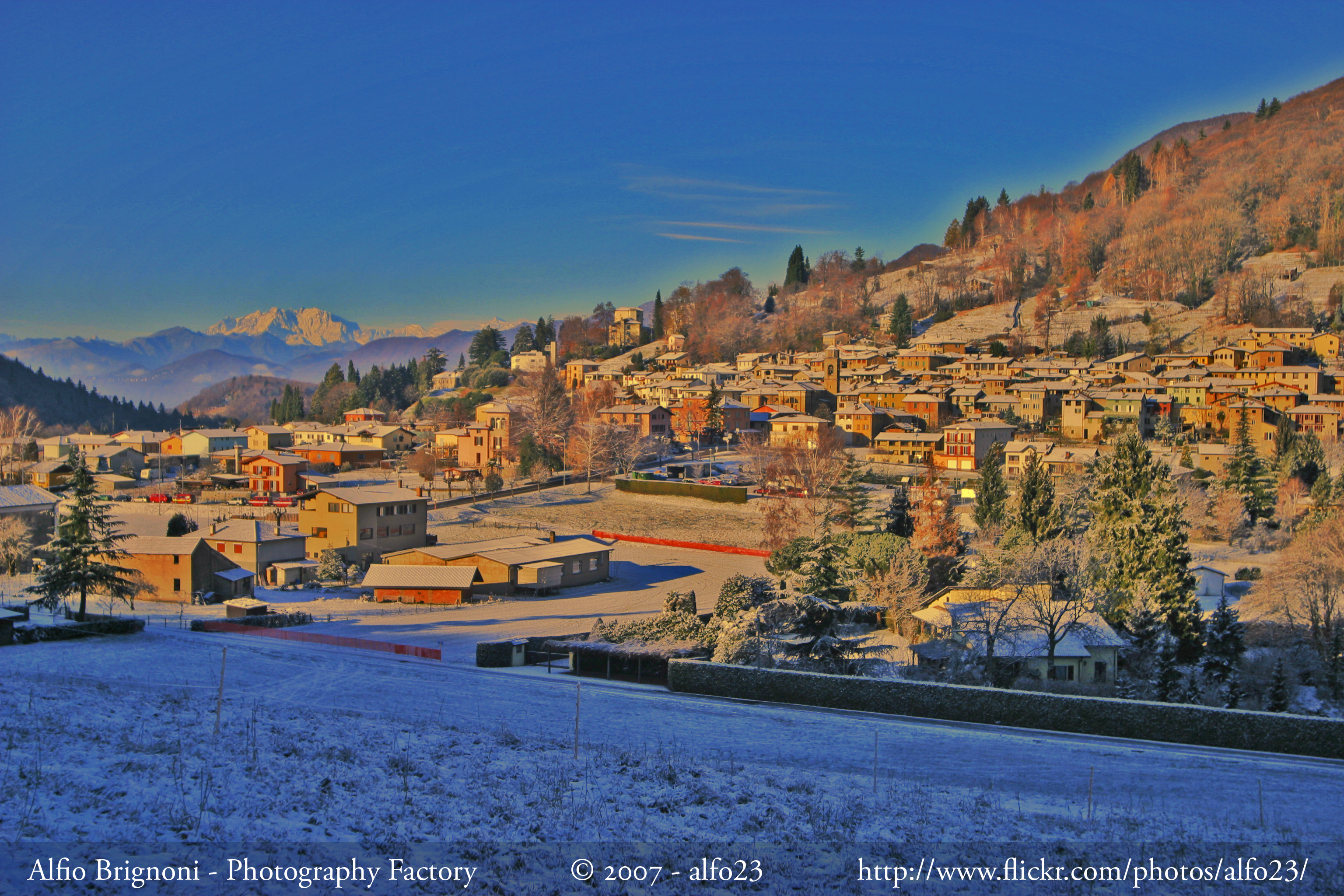

諾瓦焦是瑞士的城鎮，位於該國南部，由提契諾州負責管轄，面積4.31平方公里，海拔高度641米，2011年人口811，七成半人口信奉羅馬天主教，人口密度每平方公里188人。

## 外部連結
- Official website（页面存档备份，存于） （意大利文）